# Cerezo Osaka 2012
Questa voce raccoglie le informazioni riguardanti il Cerezo Osaka nelle competizioni ufficiali della stagione 2012.

## Rosa
| N. |                          | Ruolo | Calciatore        |
| -- | ------------------------ | ----- | ----------------- |
| 1  | Giappone (bandiera)      | P     | Kenya Matsui      |
| 2  | Giappone (bandiera)      | D     | Takahiro Ōgihara  |
| 3  | Giappone (bandiera)      | D     | Teruyuki Moniwa   |
| 4  | Giappone (bandiera)      | D     | Kōta Fujimoto     |
| 5  | Giappone (bandiera)      | D     | Tetsuya Funatsu   |
| 6  | Giappone (bandiera)      | C     | Hotaru Yamaguchi  |
| 7  | Corea del Sud (bandiera) | C     | Kim Bo-Kyung      |
| 8  | Giappone (bandiera)      | C     | Hiroshi Kiyotake  |
| 9  | Brasile (bandiera)       | A     | Kempes            |
| 10 | Brasile (bandiera)       | C     | Branquinho        |
| 11 | Giappone (bandiera)      | A     | Ryūji Bando       |
| 13 | Giappone (bandiera)      | C     | Yōichirō Kakitani |
| 14 | Giappone (bandiera)      | C     | Yūsuke Maruhashi  |
| 15 | Giappone (bandiera)      | C     | Takamitsu Yoshino |
| 16 | Giappone (bandiera)      | A     | Kenyu Sugimoto    |

| N. |                           | Ruolo | Calciatore        |
| -- | ------------------------- | ----- | ----------------- |
| 17 | Giappone (bandiera)       | C     | Noriyuki Sakemoto |
| 18 | Giappone (bandiera)       | D     | Tomonobu Yokoyama |
| 19 | Giappone (bandiera)       | A     | Ryō Nagai         |
| 20 | Giappone (bandiera)       | C     | Daisuke Takahashi |
| 21 | Corea del Sud (bandiera)  | P     | Kim Jin-Hyun      |
| 22 | Giappone (bandiera)       | D     | Arata Kodama      |
| 23 | Giappone (bandiera)       | D     | Tatsuya Yamashita |
| 24 | Corea del Nord (bandiera) | D     | Kim Song-Gi       |
| 25 | Giappone (bandiera)       | C     | Masato Kurogi     |
| 26 | Giappone (bandiera)       | C     | Kazuya Murata     |
| 27 | Giappone (bandiera)       | P     | Kazuki Abe        |
| 28 | Giappone (bandiera)       | C     | Shota Inoue       |
| 29 | Giappone (bandiera)       | C     | Kanta Goto        |
| 30 | Giappone (bandiera)       | P     | Kenjiro Ogino     |

## Statistiche

### Statistiche di squadra
| Competizione           | Punti | Totale | Totale | Totale | Totale | Totale | Totale | DR  |
| Competizione           | Punti | G      | V      | N      | P      | Gf     | Gs     | DR  |
| ---------------------- | ----- | ------ | ------ | ------ | ------ | ------ | ------ | --- |
| J. League Division 1   | 42    | 34     | 11     | 9      | 14     | 47     | 53     | -6  |
| Coppa Yamazaki Nabisco | -     | 8      | 4      | 0      | 4      | 20     | 8      | +12 |
| Coppa dell'Imperatore  | -     | 4      | 3      | 0      | 1      | 11     | 3      | +8  |
| Totale                 | -     | 46     | 18     | 9      | 19     | 78     | 64     | +14 |